# Jamesons rode rotshaas
De Jamesons rode rotshaas (Pronolagus randensis)  is een zoogdier uit de familie van de hazen en konijnen (Leporidae). De wetenschappelijke naam van de soort werd voor het eerst geldig gepubliceerd door Jameson in 1907.

## Voorkomen
De soort komt voor in Angola, Botswana, Mozambique, Namibië, Zuid-Afrika en Zimbabwe.